# Geosmina

Esquema de la molécula de la geosmina.

La geosmina, que significa en griego «aroma de la tierra», es una sustancia química producida por la bacteria Streptomyces coelicolor y algunas cianobacterias que se hallan en el suelo y son perceptibles típicamente cuando la tierra se humedece; por ejemplo, cuando llueve. Algunos hongos filamentosos, como Penicillium expansum, también producen geosmina. Su fórmula es: 4,8a-dimetildecalina-4a-ol o 4,8a-dimetil-decahidronaftaleno-4a-ol.
El Streptomyces es un microorganismo importante en el campo de la medicina moderna y actual, dada la factibilidad de obtener a partir de él antibióticos, entre ellos, agentes antibacterianos muy conocidos como la tetraciclina, la eritromicina, la rifampicina o la kanamicina, antifúngicos como la nistatina, y agentes antitumorales, antihelmínticos e inmunosupresores, entre otros. 
La investigación de su genoma ha permitido determinar el gen productor de su característico aroma, el cual al ser manipulado experimentalmente y suprimido de la bacteria, causaba la pérdida de la síntesis de geosmina.  
Este compuesto es importante para los animales vertebrados que habitan el desierto, principalmente para los camélidos, quienes al percibir su olor pueden tener la seguridad de que encontraran agua en poco tiempo. Los nematodos y los insectos también se benefician de este compuesto, pues al captarlo se dirigen hacia donde se halla la humedad. Los botánicos también han descubierto geosmina en flores de cactus y flores del Amazonas, cuyos olores atraen a los insectos en busca de agua y de esta manera y accidentalmente polinizan la flor.
La geosmina es también responsable de algunos aromas no deseados en el vino. Cuando la uva ha sido atacada por alguno de los hongos filamentosos productores de geosmina, el vino puede también presentar aromas terrosos característicos de esta sustancia.